# Aix-en-Othe
Aix-en-Othe korábbi község Franciaországban, Aube megyében. Lakosainak száma 2418 fő (2018. január 1.). Aix-en-Othe Bérulle, Neuville-sur-Vanne, Paisy-Cosdon, Saint-Mards-en-Othe, Villemaur-sur-Vanne, Villemoiron-en-Othe és Bœurs-en-Othe községekkel határos.
2016. január 1-jén Villemaur-sur-Vanne és Pâlis korábbi községgel egyesült és az így létrejött Aix-Villemaur-Pâlis új község része lett.

## Népesség
A település népességének változása:
| Lakosok száma | 2270 | 2112 | 2349 | 2260 | 2348 | 2400 | 2463 | 2443 | 2423 | 2418 |
|               | 1962 | 1968 | 1982 | 1990 | 2006 | 2008 | 2013 | 2015 | 2017 | 2018 |